# ابوالعجوم (حرض)

تعديل مصدري - تعديل

ابوالعجوم هي إحدى قرى عزلة الشعاب بمديرية حرض التابعة لمحافظة حجة، بلغ تعداد سكانها 493 نسمة حسب تعداد اليمن لعام 2004.